# Magna Graecia

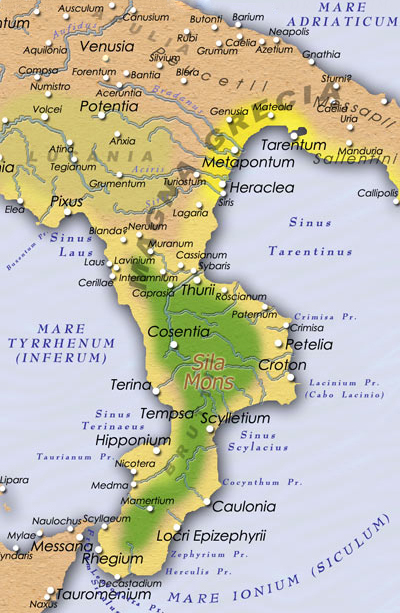
Magna Graecia în jurul anului 280 î.Hr.

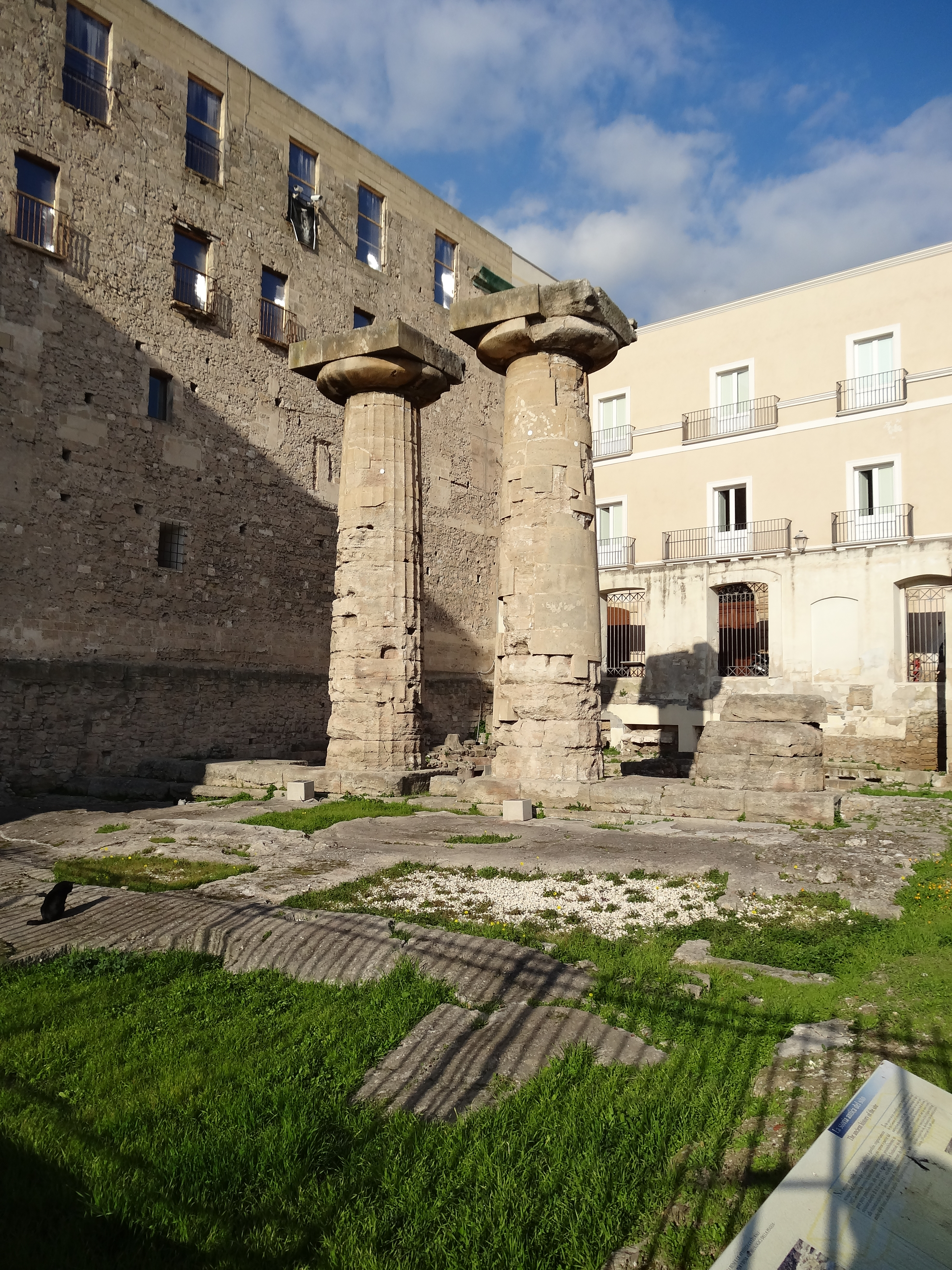
Coloanele unui templu doric la Taranto

Magna Graecia (← latină, română: Grecia Mare, greacă: Megáli Ellás/Μεγάλη Ελλάς) este numele unei regiuni din sudul peninsulei Italice respectiv sudul Italiei de astăzi care a fost colonizată de coloniști greci în secolul al VIII-lea î.Hr., care și-au pus amprenta asupra ei, aducând cu ei civilizația lor elenă. 

## Istorie

### Fondarea
În secolele al VIII-lea și al VII-lea, mânați de condițiile vitrege din patrie, coloniștii greci au înființat colonii în diferite zone, de la coasta răsăriteană a Mării Negre până la Massilia. Printre ele se numără așezări din Sicilia și sudul peninsulei italice. Romanii regiunea Siciliei și a sudului Italiei Magna Graecia (în latină, “Grecia Mare”), deoarece era atât de dens populată de greci. Geografii antici nu aveau un punct de vedere comun asupra includerii Siciliei sau doar a Apuliei și Calabriei — Strabon era cel mai important susținător al unei definiții mai largi. 
Cu această colonizare, cultura greacă a ajuns în Italia, odată cu dialectele sale de limbă greacă antică, tradițiile religioase și sistemul politic al polisurilor, însă în scurt timp a evoluat într-o civilizație elenă originală, interacționând mai apoi cu civilizațiile italice și latine. Cel mai important aport cultural a fost alfabetul grecesc în forma sa chalcică/cumaeană, adoptat întâi de etrusci, și evoluând ulterior în alfabetul latin, cel mai folosit de pe glob. 
Multe dintre noile orașe au devenit foarte puternice și bogate, precum Kapuê (Capua), Neapolis (Νεάπολις, Neapole), Siracuza, Akragas, Subaris (Σύβαρις, Sybaris). Printre alte orașe din Magna Graecia se numără Taras (Τάρας, Taranto), Epizephyrioi Lokroi sau Locri (Λοκροί), Rhegion (Ρήγιον), Kroton (Κρότων, Crotone), Thurii (Θούριοι), Elea (Ελέα), Ankon (Αγκων, Ancona), etc.

### Cucerirea romană
Magna Graecia a fost absorbită de Republica Romană după Războiul pyrrhic.

### Evul Mediu
La începutul evului mediu, în urma războiului gotic cu consecințe dezastruoase pentru regiune, noi valuri de greci creștini bizantini s-au așezat în Magna Graecia, veniți din Grecia și Asia mică, întrucât sudul Italiei se afla încă în componența Imperiului Roman de Răsărit până la sosirea lombarzilor și a normanzilor. Mai mult, în regiune bizantinii au descoperit populații de origine comună, vorbitorii de greacă eredi ellenofoni din Magna Graecia. 
Deși majoritatea locuitorilor greci ai Italiei sudice au fost complet italienizați și nu mai vorbeau greaca, o minoritate redusă vorbitoare de griko a rămas în Calabria și mai ales Salento. Griko este numele unei limbi înrudită cu greaca dorică, greaca, greaca bizantină și italiana, vorbite de locuitorii regiunii Magna Graecia. Anale care prezintă Magna Graecia ca predominant vorbitoare de limba greacă există până în seclolul al XI-lea, sfârșitul dominației bizantine în regiune.